# NGC 2346
NGC 2346 је планетарна маглина у сазвежђу Једнорог која се налази на NGC листи објеката дубоког неба.
Деклинација објекта је - 0° 48' 22" а ректасцензија 7h 9m 22,5s. Привидна величина (магнитуда) објекта NGC 2346 износи 11,6 а фотографска магнитуда 11,8. NGC 2346 је још познат и под ознакама PK 215+3.1, CS=11.2.